# Cyanea superba
Cyanea superba es una rara especie de planta con flores perteneciente a la familia Campanulaceae, conocida por los nombres comunes Mt. Kaala cyanea y superb cyanea. Es endémica de la isla de Oahu, pero ahora se encuentra extinta en la naturaleza. Existe en forma cultivada y algunos individuos de esta especie se han plantado en su hábitat original. Es una especie en peligro de extinción en la lista federal de los Estados Unidos. Al igual que otros Cyanea, se la conoce como haha en hawaiano.
Esta Lobelioideae hawaiana crecía en el bosque de tierras bajas en las montañas Waianae y Koolau de Oahu y existían dos subespecies. La ssp. regina no ha sido vista desde 1932 y se considera extinta. La ssp. superba fue recogida en el siglo XIX y luego no volvió a ser vista hasta su redescubrimiento en 1971. En la década de 1970 había cerca de 60 plantas en estado salvaje. En el momento en la planta fue clasificada como en peligro de extinción en 1991 había veinte especímenes, los cuales desaparecieron lentamente y la última planta murió en 2002.
La planta se propaga en una serie de instalaciones en Hawái. Se han plantado en varias partes de la isla, a menudo en zonas cercadas y protegidas. Muchas de las plantas han sobrevivido, florecido y producido semillas viables, y se han observado plantas de semillero. El Ejército de Estados Unidos ha recogido más de 50.000 semillas de estas plantas, las cuales fueron almacenadas.
Esta planta fue conducida a la extinción forzada por una serie de factores, principalmente la destrucción y degradación del hábitat por jabalíes, ratas, y especies introducidas de babosas. Se enfrentaron la competencia de especies de plantas invasoras, incluyendo kukui (Aleurites moluccana), el roble de seda (Grevillea robusta), y de la baya de Navidad (Schinus terebinthifolius). Algunos factores que siguen amenazando el hábitat de la Cyanea superba son los incendios provocados durante ejercicios militares y los incendios intencionales.

## Subespecies
Se han identificado dos subespecies de Cyanea superba
- C. P. regina (Extinta desde 1932)
- C. P. superba